# Capi di governo di Grenada
Questo è l'elenco dei capi di governo di Grenada dall'istituzione della carica di Chief Minister nel 1960 ad oggi.

## Capi di governo prima dell'indipendenza

### Chief Minister di Grenada (1960-1967)
| Ritratto | Nome               | Partito                     | Mandato inizio | Mandato fine   |
| -------- | ------------------ | --------------------------- | -------------- | -------------- |
|          | Herbert Blaize     | Grenada National Party      | gennaio 1960   | marzo 1961     |
|          | George E. D. Clyne | Grenada United Labour Party | marzo 1961     | agosto 1961    |
|          | Eric Gairy         | Grenada United Labour Party | agosto 1961    | 19 giugno 1962 |
|          | Herbert Blaize     | Grenada National Party      | settembre 1962 | marzo 1967     |

### Premier dello Stato Associato di Grenada (1967-1974)
| Ritratto | Nome           | Partito                     | Mandato inizio | Mandato fine    |
| -------- | -------------- | --------------------------- | -------------- | --------------- |
|          | Herbert Blaize | Grenada National Party      | marzo 1967     | agosto 1967     |
|          | Eric Gairy     | Grenada United Labour Party | agosto 1967    | 6 febbraio 1974 |

## Capi di governo dall'indipendenza

### Primi ministri di Grenada (1974-1979)
| Ritratto | Nome       | Partito                     | Mandato inizio  | Mandato fine  |
| -------- | ---------- | --------------------------- | --------------- | ------------- |
|          | Eric Gairy | Grenada United Labour Party | 6 febbraio 1974 | 13 marzo 1979 |

### Primi ministri del People's Revolutionary Government (1979-1983)
| Ritratto | Nome           | Partito            | Mandato inizio  | Mandato fine    |
| -------- | -------------- | ------------------ | --------------- | --------------- |
|          | Maurice Bishop | New Jewel Movement | 13 marzo 1979   | 14 ottobre 1983 |
|          | Bernard Coard  | New Jewel Movement | 14 ottobre 1983 | 19 ottobre 1983 |

### Presidente del Consiglio militare rivoluzionario di Grenada (1983)
| Ritratto | Nome          | Partito                       | Mandato inizio  | Mandato fine    |
| -------- | ------------- | ----------------------------- | --------------- | --------------- |
|          | Hudson Austin | Militare / New Jewel Movement | 19 ottobre 1983 | 25 ottobre 1983 |

### Presidente dell’Interim Advisory Council (1983-1984)
| Ritratto | Nome                | Partito      | Mandato inizio  | Mandato fine    |
| -------- | ------------------- | ------------ | --------------- | --------------- |
|          | Nicholas Brathwaite | Indipendente | 9 dicembre 1983 | 4 dicembre 1984 |

### Primi ministri di Grenada (1984-oggi)
| Ritratto | Nome                | Partito                         | Mandato inizio   | Mandato fine     |
| -------- | ------------------- | ------------------------------- | ---------------- | ---------------- |
|          | Herbert Blaize      | Nuovo Partito Nazionale         | 4 dicembre 1984  | 19 dicembre 1989 |
|          | Ben Joseph Jones    | Nuovo Partito Nazionale         | 20 dicembre 1989 | 16 marzo 1990    |
|          | Nicholas Brathwaite | Congresso Democratico Nazionale | 16 marzo 1990    | 1º febbraio 1995 |
|          | George Brizan       | Congresso Democratico Nazionale | 1º febbraio 1995 | 22 giugno 1995   |
|          | Keith Mitchell      | Nuovo Partito Nazionale         | 22 giugno 1995   | 9 luglio 2008    |
|          | Tillman Thomas      | Congresso Democratico Nazionale | 9 luglio 2008    | 20 febbraio 2013 |
|          | Keith Mitchell      | Nuovo Partito Nazionale         | 20 febbraio 2013 | 24 giugno 2022   |
|          | Dickon Mitchell     | Congresso Democratico Nazionale | 24 giugno 2022   | in carica        |